# Теміжбекська
Теміжбекська — станиця в Кавказькому районі Краснодарського краю. Розташована на правому березі річки Кубань за 22 км на схід від міста Кропоткін. Залізнична станція на гілці Кропоткін (Кавказька) — Ставрополь. Населення — 5 778 осіб (2010)
За кілька кілометрів вище станиці Кубань різко змінює напрямок течії, повертаючи на південний захід.

## Історична довідка
- Станиця заснована 1802–1804 роках переселенцями з Дону у складі Лінійного козацького війська.[1]